# انتقام تارزان (فیلم ۱۹۲۰)
انتقام تارزان (انگلیسی: The Revenge of Tarzan) یک فیلم صامت ماجرایی به کارگردانی «هری روی‌یر» و «جورج مارتین مریک» است که در سال ۱۹۲۰ منتشر شد.
این فیلم در آغاز، «بازگشت تارزان» نام داشت، اما پس از پایان مراحل ساخت و در ژوئیه ۱۹۲۰، به «انتقام تارزان» تغییر نام داده شد.
«انتقام تارزان» در نیویورک، فلوریدا و بالبوآ در کالیفرنیا تصویربرداری شد و تنها یک نسخۀ کامل از آن با نام اولیۀ بازگشت تارزان در انگلستان موجود است.

## خلاصه داستان
تارزان و جین عازم پاریس هستند تا به دوست قدیمی او، کنتس دو کوده کمک کنند که توسط برادرش نیکولاس روکوف تهدید می‌شود. روکوف دستور می‌دهد تارزان را به دریا بیندازند، اما او زنده می‌ماند و در ساحل شمال آفریقا به خشکی می‌رسد، سپس به پاریس بازمی‌گردد تا جین را پیدا کند.
در پاریس، تارزان با دوست قدیمی خود پل دارنو دیدار می‌کند که به او اطلاع می‌دهد جین را به آفریقا برده‌اند.
تارزان درست در لحظه حمله یک شیر به جین به آفریقا بازمی‌گردد و او را نجات می‌دهد. سپس روکوف و همراهانش را شکست می‌دهد و شر آنها را از سر جین و دوستانش کم می‌کند. در پایان، تارزان و جین در کنار یکدیگر به زندگی خود ادامه می‌دهند.

## بازیگران
- جین پولار در نقش «تارزان»
- کارلا شرم در نقش «جین»
- استل تیلور در نقش کونتس دوکود
- آرماند کورتس
- فرانکلین ب. کوتز
- جورج رومِین
- اف. ای. ترنر